# Городище (Хиславичский район)
Городи́ще — деревня в Смоленской области России, в Хиславичском районе. 
Расположена в юго-западной части области в 15 км к юго-западу от Хиславичей, на левом берегу реки Сож, в 6 км к востоку от границы с Белоруссией. В 3 км к северу от деревни проходит автодорога Хиславичи — Мстиславль.
Административный центр Городищенского сельского поселения.
Население  с бывшим посёлком ПМК, влитым в деревню Городище — 391 житель по переписи 2010 года.

## История
До 1929 года Городище находилось в составе Соинской волости Мстиславского уезда Могилёвской губернии. С 1929 года — в составе Хиславичского района.
В годы Великой Отечественной войны деревня была оккупирована гитлеровскими войсками в июле 1941 года, освобождена в сентябре 1943 года.

## Достопримечательности
- Городище днепро-двинских племён 1 тысячелетия до н. э. восточнее деревни на берегу ручья.
- Церковь в честь иконы Божией Матери «Скоропослушница» — построенная в 2010 году церковь.